# Kriegsverwaltungsrat
Kriegsverwaltungsrat (Abkürzung: Kv.Rat oder KVRat) war während der Zeit des Zweiten Weltkriegs die Amtsbezeichnung für einen Beamten des höheren Dienstes der deutschen Wehrmacht. Im damaligen NS-Ranggefüge entsprach dies dem Rang eines Majors.

## Ernennung
Die Ernennung zum Kriegsverwaltungsrat erfolgte in der Regel durch einen höheren Vorgesetzten, wie dem Chef einer Wehrkreisverwaltung, beispielsweise im Range eines Korpsintendanten (entsprechend einem Generalmajor der Wehrmacht).

## Aufgaben
Aufgaben eines Kriegsverwaltungsrats waren je nach Arbeitsgebiet Kassen- und Etatwesen, Bekleidung, Verpflegung,  Feldausrüstung, Feldpost, Reiseangelegenheiten, Kontrolle der Proviantämter und Magazine, Dienst- und Lazarettwesen, Truppenunterbringung und weitere wie Rechtspflege und Verfügungen, auch mit der Einziehung zur Zwangsarbeit in rückwärtigen Heeresgebieten gegenüber der Zivilbevölkerung.

## Andere Dienststufen
Bezeichnungen für Beamten niedrigerer beziehungsweise höherer Dienststufen waren Kriegsverwaltungssekretär (KVS), Kriegsverwaltungsinspektor (KVI) und Oberkriegsverwaltungsrat (OKVRat).

## Moderne Bezeichnungen
Moderne Pendants zum Kriegsverwaltungsrat bezüglich der Hierarchiestufe sind die Amtsbezeichnungen der Beamten der Bundeswehrverwaltung in der vergleichbaren Besoldungsgruppe A13 und darüber hinaus auch beispielsweise Regierungsrat, Polizeirat, Kriminalrat, Medizinalrat, Studienrat oder Akademischer Rat. Für alle diese „Rate“, wie auch für einen heutigen Major der Bundeswehr, trifft dieselbe Besoldungsgruppe zu, nämlich A 13.
Im Gegensatz zu den damaligen Beamten der Wehrmacht ist die Bundeswehrverwaltung allerdings nicht der militärischen Befehlsgewalt unterstellt, sondern bildet die zweite, davon unabhängige „Säule“ der Bundeswehr.